# 沼澤 (亞利桑那州)
沼澤（英語：Pantano）是位於美國亞利桑那州皮馬縣的一個非建制地區。該地的面積和人口皆未知。

## 地理
沼澤的座標為31°59′59″N 110°34′46″W / 31.99972°N 110.57944°W，而該地的平均海拔高度為1083米（即3553英尺）。